# Es Molinet
Es Molinet este o arie protejată (arie specială de conservare — SAC, sit de importanță comunitară — SCI) din Spania întinsă pe o suprafață de 9,1 ha, integral pe uscat.

## Localizare
Centrul sitului Es Molinet este situat la coordonatele 40°00′16″N 4°10′39″E / 40.0044°N 4.1776°E.

## Înființare
Situl Es Molinet a fost declarat sit de importanță comunitară în iulie 2010 pentru a proteja 7 specii de animale. Situl a fost protejat și ca arie specială de conservare în martie 2015.

## Biodiversitate
Situată în ecoregiunea mediteraneană, aria protejată conține 2 habitate naturale: Pseudostepă cu ierburi și specii anuale de Thero-Brachypodietea, Iazuri temporare mediteraneene.
La baza desemnării sitului se află mai multe specii protejate:
- păsări (6): fâsă-de-câmp (Anthus campestris), pasărea ogorului (Burhinus oedicnemus), caprimulg (Caprimulgus europaeus), șoim călător (Falco peregrinus), acvilă pitică (Hieraaetus pennatus), gaia roșie (Milvus milvus)
- reptile (1): țestoasă bănățeană (Testudo hermanni)

Pe lângă speciile protejate, pe teritoriul sitului au mai fost identificate 1 specie de plante, 1 specie de amfibieni.